# (1950) Wempe
(1950) Wempe ist ein Asteroid des Hauptgürtels, der am 23. März 1942 von dem deutschen Astronomen Karl Wilhelm Reinmuth an der Landessternwarte Heidelberg-Königstuhl der Universität Heidelberg entdeckt wurde.
Der Asteroid ist nach dem deutschen Astronomen Johann Wempe benannt.